# Équipe de France de volley-ball en 2009
L'équipe de France de volley-ball participera en 2009 à la Ligue mondial du 12 juin au 26 juillet, au Championnat d'Europe du 3 au 13 septembre en Turquie ainsi qu'au tournoi de qualification au Championnat du monde 2010.

## Les matchs des A
| Date              | Lieu                                                      | Adversaire   | Score                               | Durée | Compétition | Meilleur marqueur                     |
| 29 mai 2009       | Salle Louis Dewerdt Dunkerque, France                     | France A'    | 3-2 (30-28 20-25 20-25 25-22 15-10) | -     | TF          | Marien Moreau (19)                    |
| 30 mai 2009       | Le Palacium Villeneuve-d'Ascq, France                     | Brésil       | 0-3 (21-25 15-25 27-29)             | 1h17  | TF          | Marien Moreau Guillaume Samica (10)   |
| 31 mai 2009       | Salle Louis Dewerdt Dunkerque, France                     | Espagne      | 3-0 (25-18 25-18 25-16)             | 1h04  | TF          | Marien Moreau (14)                    |
| 12 juin 2009      | SC Cair Niš, Serbie                                       | Serbie       | 3-0 (25-22 25-17 29-27)             | 1h23  | LM          | Guillaume Samica (19)                 |
| 14 juin 2009      | Hala Pionir Belgrade, Serbie                              | Serbie       | 1-3 (19-25 22-25 25-19 23-25)       | 1h55  | LM          | Marien Moreau (19)                    |
| 19 juin 2009      | Palais des Sports de Gerland Lyon, France                 | Argentine    | 2-3 (19-25 25-19 25-22 20-25 9-15)  | 2h28  | LM          | Antonin Rouzier (23)                  |
| 21 juin 2009      | Acropolis Nice, France                                    | Argentine    | 3-2 (25-21 26-24 19-25 22-25 15-9)  | 2h21  | LM          | Antonin Rouzier (17)                  |
| 26 juin 2009      | Palais des sports Pierre-de-Coubertin Montpellier, France | Corée du Sud | 3-1 (25-18 25-19 16-25 25-21)       | 1h46  | LM          | Antonin Rouzier (18)                  |
| 28 juin 2009      | Palais des sports André-Brouat Toulouse, France           | Corée du Sud | 3-2 (25-23 24-26 34-32 20-25 15-10) | 2h22  | LM          | Antonin Rouzier (26)                  |
| 3 juillet 2009    | Palais omnisports de Paris-Bercy Paris, France            | Serbie       | 1-3 (22-25 21-25 25-15 19-25)       | 1h46  | LM          | Antonin Rouzier (20)                  |
| 5 juillet 2009    | Stade couvert régional Liévin, France                     | Serbie       | 1-3 (16-25 14-25 25-21 20-25)       | 1h39  | LM          | Antonin Rouzier (19)                  |
| 11 juillet 2009   | Yugwansoon Gymnasium Cheonan, Corée du Sud                | Corée du Sud | 3-0 (25-14 26-24 25-20)             | 1h37  | LM          | Antonin Rouzier (16)                  |
| 12 juillet 2009   | Yugwansoon Gymnasium Cheonan, Corée du Sud                | Corée du Sud | 3-1 (25-21 21-25 31-29 25-23)       | 2h00  | LM          | Antonin Rouzier (22)                  |
| 16 juillet 2009   | Aldo Cantoni San Juan, Argentine                          | Argentine    | 1-3 (26-28 21-25 25-21 18-25)       | 1h58  | LM          | Antonin Rouzier (20)                  |
| 17 juillet 2009   | Aldo Cantoni San Juan, Argentine                          | Argentine    | 2-3 (30-32 25-22 25-21 18-25 7-15)  | 2h20  | LM          | Marien Moreau (28)                    |
| 8 août 2009       | Calais, France                                            | Pays-Bas     | 3-2 (25-21 25-18 25-23 16-25 22-25) | -     | A           | Antonin Rouzier (16)                  |
| 9 août 2009       | Dunkerque, France                                         | Pays-Bas     | 2-3 (23-25 25-22 25-19 22-25 23-25) | -     | A           | Guillaume Samica (18)                 |
| 14 août 2009      | Gdynia Hall Gdynia, Pologne                               | Slovaquie    | 1-3 (20-25 18-25 25-22 20-25)       | 1h44  | QCHM        | Guillaume Samica (24)                 |
| 15 août 2009      | Gdynia Hall Gdynia, Pologne                               | Slovénie     | 3-1 (27-25 25-18 20-25 25-15)       | 1h44  | QCHM        | Antonin Rouzier (20)                  |
| 16 août 2009      | Gdynia Hall Gdynia, Pologne                               | Pologne      | 3-0 (25-17 25-19 25-21)             | 1h12  | QCHM        | Samuele Tuia (11)                     |
| 3 septembre 2009  | Halkapinar Sports Hall Izmir, Turquie                     | Pologne      | 3-1 (18-25 25-17 25-22 25-18)       | 1h36  | CHE         | Antonin Rouzier (21)                  |
| 5 septembre 2009  | Halkapinar Sports Hall Izmir, Turquie                     | Allemagne    | 3-1 (21-25 25-14 25-20 25-23)       | 1h31  | CHE         | Antonin Rouzier (21)                  |
| 6 septembre 2009  | Halkapinar Sports Hall Izmir, Turquie                     | Turquie      | 0-3 (16-25 21-25 23-25)             | 1h14  | CHE         | Antonin Rouzier (18)                  |
| 8 septembre 2009  | Halkapinar Sports Hall Izmir, Turquie                     | Slovaquie    | 3-1 (25-23 24-26 25-22 25-21)       | 2h00  | CHE         | Antonin Rouzier (20)                  |
| 9 septembre 2009  | Halkapinar Sports Hall Izmir, Turquie                     | Grèce        | 1-3 (18-25 32-30 18-25 23-25)       | 1h53  | CHE         | Antonin Rouzier Guillaume Samica (22) |
| 10 septembre 2009 | Halkapinar Sports Hall Izmir, Turquie                     | Espagne      | 3-1 (25-21 25-15 25-27 25-17)       | 1h45  | CHE         | Antonin Rouzier (24)                  |
| 12 septembre 2009 | Halkapinar Sports Hall Izmir, Turquie                     | Russie       | 2-3 (18-25 22-25 27-25 25-15 15-17) | 2h14  | CHE         | Antonin Rouzier (24)                  |
| 13 septembre 2009 | Halkapinar Sports Hall Izmir, Turquie                     | Pologne      | 3-1 (29-27 25-21 16-25 26-24)       | 1h55  | CHE         | Antonin Rouzier (25)                  |

A : match amical.
LM : match de la Ligue mondial 2009.
CHE : match du Championnat d'Europe 2009.
QCHM : match qualificatif pour le Championnat du monde 2010.
TF : match du Tournoi de France 2009

## Les joueurs en A
| Joueurs                 |             |             |             |             |             |             |             |             |             |             |             |             |             |             |             |             |             |             |             |             |             |             |             |             |             |             |             |             |
| Attaquant               |             |             |             |             |             |             |             |             |             |             |             |             |             |             |             |             |             |             |             |             |             |             |             |             |             |             |             |             |
| Marien Moreau           | (19pts)     | (10pts)     | (14pts)     | NP          | (19pts)     | (1pt)       | (3pts)      | (0pt)       | (0pt)       | (1pt)       | (2pts)      | NP          | NP          | (3pts)      | (28pts)     | (7pts)      | (9pts)      | NP          | (1pt)       | (6pts)      | -           | -           | -           | -           | -           | -           | -           | -           |
| Antonin Rouzier         |             |             |             | (17pts)     | (4pts)      | (23pts)     | (17pts)     | (18pts)     | (26pts)     | (20pts)     | (19pts)     | (16pts)     | (22pts)     | (20pts)     | (2pts)      | (16pts)     | (12pts)     | (17pts)     | (20pts)     | (4pts)      | (21pts)     | (21pts)     | (18pts)     | (20pts)     | (22pts)     | (24pts)     | (24pts)     | (25pts)     |
| Central                 |             |             |             |             |             |             |             |             |             |             |             |             |             |             |             |             |             |             |             |             |             |             |             |             |             |             |             |             |
| Gary Gendrey            | (5pts)      | NP          | (5pts)      | -           | -           | -           | -           | -           | -           | -           | -           | -           | -           | -           | -           | -           | -           | -           | -           | -           | -           | -           | -           | -           | -           | -           | -           | -           |
| Gérald Hardy-Dessources |             |             |             | (4pts)      | (3pts)      | (3pts)      | (9pts)      | NP          | NP          | -           | -           | -           | -           | -           | -           | -           | -           | -           | -           | -           | -           | -           | -           | -           | -           | -           | -           | -           |
| Oliver Kieffer          |             |             |             |             |             |             |             |             |             | (9pts)      | (8pts)      | (7pts)      | (7pts)      | (6pts)      | NP          | -           | -           | -           | -           | -           | (9pts)      | (7pts)      | (11pts)     | (7pts)      | (10pts)     | (10pts)     | (4pts)      | (6pts)      |
| Jean-Philippe Sol       |             |             |             | (1pt)       | (4pts)      | (9pts)      | (4pts)      | (9pts)      | (9pts)      | NP          | NP          | NP          | (6pts)      | (1pt)       | (11pts)     | (15pts)     | (6pts)      | (11pts)     | (13pts)     | (3pts)      | -           | a participé | NP          | (3pts)      | NP          | NP          | NP          | (0pt)       |
| Stéphane Tolar          | (7pts)      | (8pts)      | (2pts)      | -           | -           | -           | -           | -           | -           | -           | -           | -           | -           | -           | -           | (14pts)     | (5pts)      | NP          | NP          | (5pts)      | (1pt)       | NP          | (8pts)      | NP          | NP          | NP          | NP          | NP          |
| Romain Vadeleux         | (12pts)     | (8pts)      | (11pts)     | (6pts)      | (8pts)      | (11pts)     | (13pts)     | (13pts)     | (17pts)     | (9pts)      | (8pts)      | (9pts)      | (5pts)      | (10pts)     | (12pts)     | NP          | (5pts)      | (6pts)      | (9pts)      | (3pts)      | (7pts)      | (13pts)     | NP          | (5pts)      | (13pts)     | (13pts)     | (10pts)     | (13pts)     |
| Fabien Vergoz           | NP          | NP          | NP          | -           | -           | -           | -           | -           | -           | -           | -           | -           | -           | -           | -           | -           | -           | -           | -           | -           | -           | -           | -           | -           | -           | -           | -           | -           |
| Libero                  |             |             |             |             |             |             |             |             |             |             |             |             |             |             |             |             |             |             |             |             |             |             |             |             |             |             |             |             |
| Jean-François Exiga     | -           | a participé | a participé | a participé | a participé | a participé | a participé | -           | -           | -           | -           | a participé | a participé | a participé | a participé | a participé | NP          | -           | -           | -           | -           | -           | -           | -           | -           | -           | -           | -           |
| Hubert Henno            | -           | -           | -           | -           | -           | -           | -           | -           | -           | -           | -           | -           | -           | -           | -           | a participé | a participé | a participé | a participé | a participé | a participé | a participé | a participé | a participé | a participé | a participé | a participé | a participé |
| Édouard Rowlandson      | a participé | -           | -           | -           | -           | -           | -           | a participé | a participé | a participé | a participé | -           | -           | -           | -           | -           | -           | -           | -           | -           | (0pt)       | (0pt)       | NP          | NP          | NP          | (0pt)       | (1pt)       | (0pt)       |
| Passeur                 |             |             |             |             |             |             |             |             |             |             |             |             |             |             |             |             |             |             |             |             |             |             |             |             |             |             |             |             |
| Yannick Bazin           | -           | (2pts)      | (3pts)      | (0pt)       | (0pt)       | (1pt)       | (1pt)       | -           | -           | -           | -           | -           | -           | -           | -           | -           | -           | -           | -           | -           | (6pts)      | (2pts)      | (2pts)      | (6pts)      | (2pts)      | (7pts)      | (5pts)      | (1pt)       |
| Loïc Le Marrec          | -           | -           | -           | -           | -           | -           | -           | (0pt)       | NP          | (1pt)       | (0pt)       | NP          | (0pt)       | (0pt)       | (0pt)       | (3pts)      | (0pt)       | (2pts)      | (2pts)      | (1pt)       | -           | -           | -           | -           | -           | -           | -           | -           |
| Pierre Pujol            | (3pts)      | NP          | NP          | (4pts)      | (2pts)      | (2pts)      | (4pts)      | (3pts)      | (5pts)      | a participé | (1pt)       | (5pts)      | (1pt)       | (5pts)      | (0pt)       | NP          | (2pts)      | NP          | NP          | NP          | -           | -           | -           | -           | -           | -           | -           | -           |
| Toafa Takaniko          | (1pt)       | -           | -           | -           | -           | -           | -           | -           | -           | -           | -           | -           | -           | -           | -           | -           | -           | -           | -           | -           | NP          | NP          | (1pt)       | (0pt)       | (0pt)       | (0pt)       | (0pt)       | (0pt)       |
| Réceptionneur-attaquant |             |             |             |             |             |             |             |             |             |             |             |             |             |             |             |             |             |             |             |             |             |             |             |             |             |             |             |             |
| Stéphane Antiga         |             |             |             |             |             |             |             |             |             | (2pts)      | (1pt)       | (10pts)     | (14pts)     | (9pts)      | (12pts)     | NP          | (6pts)      | (12pts)     | (7pts)      | (2pts)      | (7pts)      | (13pts)     | (3pts)      | (13pts)     | (16pts)     | (7pts)      | (14pts)     | (14pts)     |
| Ludovic Castard         |             |             |             | NP          | (7pts)      | NP          | (9pts)      | (1pt)       | NP          | -           | -           | -           | -           | -           | -           | -           | -           | -           | -           | -           | -           | -           | -           | -           | -           | -           | -           | -           |
| Baptiste Geiler         | -           | -           | -           | -           | -           | (0pt)       | (1pt)       | (0pt)       | (0pt)       | (3pts)      | (4pts)      | (0pt)       | (0pt)       | (12pts)     | (9pts)      | -           | -           | -           | -           | -           | NP          | -           | -           | -           | -           | -           | -           | -           |
| Loïc Geiler             | (10pts)     | (0pt)       | (4pts)      | -           | -           | (12pts)     | (3pts)      | (10pts)     | (22pts)     | (14pts)     | (15pts)     | (14pts)     | (16pts)     | NP          | NP          | -           | -           | -           | -           | -           | -           | -           | -           | -           | -           | -           | -           | -           |
| Amaury Lepetit          | NP          | NP          | NP          | -           | -           | -           | -           | -           | -           | -           | -           | -           | -           | -           | -           | -           | -           | -           | -           | -           | -           | -           | -           | -           | -           | -           | -           | -           |
| Nicolas Maréchal        |             |             |             | (1pt)       | (0pt)       | (15pts)     | (14pts)     | (11pts)     | (17pts)     | (3pts)      | (2pts)      | -           | -           | -           | -           | -           | -           | -           | -           | -           | -           | -           | -           | -           | -           | -           | -           | -           |
| Guillaume Samica        | (11pts)     | (10pts)     | (10pts)     | (19pts)     | (6pts)      | -           | -           | -           | -           | -           | -           | -           | -           | -           | -           | (8pts)      | (17pts)     | (24pts)     | (16pts)     | (0pt)       | (8pts)      | (19pts)     | (12pts)     | (17pts)     | (22pts)     | (17pts)     | (22pts)     | (19pts)     |
| Emmanuel Ragondet       | (8pts)      | (5pts)      | (8pts)      | (11pts)     | (12pts)     | -           | -           | -           | -           | -           | -           | (0pt)       | (0pt)       | (0pt)       | (1pt)       | (4pts)      | (10pts)     | (0pt)       | NP          | (4pts)      | -           | -           | -           | -           | -           | -           | -           | -           |
| Samuele Tuia            | -           | -           | -           | -           | -           | -           | -           | -           | -           | -           | -           | -           | -           | -           | -           | (6pts)      | (8pts)      | (0pt)       | (2pts)      | (11pts)     | (5pts)      | NP          | (7pts)      | NP          | (0pt)       | NP          | (1pt)       | (0pt)       |

## Équipe de France A'

### Les matchs des A'
| Date             | Lieu                                   | Adversaire | Score                               | Durée | Compétition | Meilleur marqueur                     |
| 29 mai 2009      | Salle Louis Dewerdt Dunkerque, France  | France     | 2-3 (28-30 25-20 25-20 22-25 10-15) | -     | TF          | Antonin Rouzier (27)                  |
| 30 mai 2009      | Le Palacium Villeneuve-d'Ascq, France  | Espagne    | 3-1 (26-24 25-20 20-25 25-21)       | 1h50  | TF          | Baptiste Geiler (17)                  |
| 31 mai 2009      | Salle Louis Dewerdt Dunkerque, France  | Brésil     | 1-3 (17-25 17-25 25-22 22-25)       | 1h32  | TF          | Antonin Rouzier Nicolas Maréchal (14) |
| 17 juin 2009     | Halle Jacques Shaw Montpellier, France | Suisse     | 3-1 (25-23 19-25 25-23 25-22)       | -     | A           |                                       |
| 18 juin 2009     | Halle Jacques Shaw Montpellier, France | Suisse     | 3-2 (26-28 24-26 25-17 25-19 15-12) | -     | A           |                                       |
| 20 juin 2009     | Halle Jacques Shaw Montpellier, France | Suisse     | 3-0 (25-22 25-19 25-23)             | 1H12  | A           |                                       |
| 30 juin 2009     | Pescara, Italie                        | Italie     | 3-1 (19-25 25-19 29-27 125-19)      | 1h57  | JM          | Samuele Tuia (14)                     |
| 1er juillet 2009 | Pescara, Italie                        | Grèce      | 0-3 (16-25 23-25 21-25)             | 1h20  | JM          | Guillaume Quesque (11)                |
| 2 juillet 2009   | Pescara, Italie                        | Maroc      | 3-0 (25-18 25-23 25-21)             | 1h20  | JM          | Guillaume Quesque (14)                |
| 3 juillet 2009   | Pescara, Italie                        | Slovénie   | 0-3 (23-25 23-25 21-25)             | 1h30  | JM          | Junot Mistoco (15)                    |
| 4 juillet 2009   | Pescara, Italie                        | Monténégro | 1-3 (25-21 23-25 31-33 18-25 )      | 2h02  | JM          | Guillaume Quesque (20)                |

TF : match du Tournoi de France 2009.
JM : match des Jeux méditerranéens 2009.
A : match amical.

### Les joueurs en A'

#### Les joueurs en A' le29-05-2009
Yannick Bazin (2 pts) - Ludovic Castard (15 pts) - Jean-François Exiga (L) - Baptiste Geiler (8 pts) - Gérald Hardy-Dessources (10 pts) - Kévin Le Roux - Nicolas Maréchal (4 pts) - Quentin Marion (1 pt) - Junot Mistoco - Guillaume Quesque (3 pts) - Antonin Rouzier (27 pts) - Jean-Philippe Sol (11 pts)

#### Les joueurs en A' le30-05-2009
Ludovic Castard (6 pts)- Baptiste Geiler (17 pts) - Gérald Hardy-Dessources (12 pts) - Kévin Le Roux - Nicolas Maréchal (13 pts) - Quentin Marion (2 pts) - Junot Mistoco - Guillaume Quesque (1 pt) - Antonin Rouzier (14 pts) - Édouard Rowlandson (L)  - Jean-Philippe Sol (6 pts) - Toafa Takaniko (0 pt)

#### Les joueurs en A' le31-05-2009
Ludovic Castard (12 pts)- Baptiste Geiler (1 pt) - Gérald Hardy-Dessources (9 pts) - Kévin Le Roux - Nicolas Maréchal (14 pts) - Quentin Marion (0 pt) - Junot Mistoco - Guillaume Quesque (0 pt) - Antonin Rouzier (14 pts) - Édouard Rowlandson (L)  - Jean-Philippe Sol (4 pts) - Toafa Takaniko (3 pt)

#### Sélection actuelle
Équipe de France de volley-ball pour les Jeux méditerranéens 2009 :
Entraîneur : Éric Daniel ;  Entraîneur adjoint : Cédric Énard 